# Nacho Álvarez
Ignacio Álvarez Peralta (Madrid, 16 de junio de 1977), más conocido como Nacho Álvarez, es un economista y político español, profesor de Economía en la Universidad Autónoma de Madrid. Entre el 15 de enero de 2020 y el 29 de noviembre de 2023 fue secretario de Estado de Derechos Sociales del Gobierno de España.

## Biografía

### Trayectoria profesional
Premio extraordinario fin de carrera y doctor en Economía Internacional por la Universidad Complutense de Madrid, profesor de Economía en la Universidad Autónoma de Madrid en el Departamento de Estructura Económica e investigador asociado al Instituto Complutense de Estudios Internacionales (ICEI). Entre 2012 y 2015 fue profesor en la Universidad de Valladolid, y anteriormente trabajó como asesor en el Instituto Nacional de Evaluación Educativa.
Es autor de más de una treintena de artículos científicos y de diversos libros académicos, entre los que destacan Institutional Change after the Great Recession, Still Time to Save The Euro, Fracturas y Crisis en Europa, ¿Qué hacemos con el paro?, Economía Política de la Crisis, Wage bargaining under the new European Economic Governance, Ajuste y salario. Las consecuencias del neoliberalismo en América Latina y Estados Unidos.
Ha realizado estancias académicas en Harvard Kennedy School, University of South-Eastern Norway, en Lisbon School of Economics and Management y en la Universidad de París Diderot, y cursó estudios de bachillerato en Burlington (Carolina del Norte).
Colabora habitualmente en algunos medios de comunicación, como elDiario.es  o El País.

### Trayectoria política
Álvarez ocupó la Secretaría de Economía de Podemos desde 2014 hasta noviembre de 2023, y formó parte del Consejo Ciudadano Estatal y de la Ejecutiva del partido durante ese periodo. Asimismo, fue el portavoz económico de la coalición Sumardurante las elecciones generales de julio de 2023.  
Durante el segundo gobierno de Pedro Sánchez, Álvarez dirigió la Secretaría de Estado de Derechos Sociales. En esta etapa encabezó el equipo negociador de Unidas Podemos en las negociaciones internas del Gobierno de Coalición relacionadas con los Presupuestos Generales del Estado,la creación del Ingreso Mínimo Vital, el impulso del Sistema de Atención a la Dependencia, la reforma de pensiones de 2023, la denominada "excepción ibérica" y otras reformas económicas y sociales del periodo.
El 17 de noviembre de 2023 dimitió de todos sus cargos en Podemos tras diferencias crecientes con la dirección de este partido y tras la negativa de Podemos de apoyar la oferta que la líder de Sumar, Yolanda Díaz, le hizo para formar parte del segundo Gobierno de Coalición en calidad de ministro.Nacho Álvarez anunció en ese momento su retirada de la primera línea política y su vuelta a la docencia universitaria.